# Ophiopogon planiscapus
Espèce
Ophiopogon planiscapus est une espèce de plantes de la famille des Asparagacées originaire du Japon.